# Root Five
Root Five (ルート・ファイブ, Rūto Faibu, estilizado ROOT FIVE, ROOT 5 ou √5,) é uma boy band japonesa formada pelos músicos Dasoku (蛇足) Pokota (ぽこた), Mi-chan (みーちゃん), Kettaro (けったろ) e Koma'n (こまん), que são cinco populares cantores do site Nico Nico Douga. No Brasil, eles se tornaram conhecidos após tocarem 2 músicas tema do anime Os Cavaleiros do Zodíaco. Primeiro, eles cantaram a música "Next Generation", tema de abertura de Saint Seiya Ω. A música apareceu oficialmente no anime a partir do 28º episódio da série, como segunda abertura, no dia 14 de outubro de 2012. A versão completa da canção foi lançada oficialmente em dezembro de 2012. Além disso, eles fizeram uma participação especial na série como dubladores de personagens que apareceram somente no episódio 34 do anime. Os personagens dublados por eles foram vítimas do Cavaleiro de Ouro Schiller de Câncer.
Sua segunda participação foi cantando tanto a música de abertura de Saint Seiya: Soul of Gold, uma releitura da "Soldier Dream" que se chama "Saint Mythology", quanto  
a música de encerramento, intitulada "Yakusoku no Ashita e" (Rumo ao amanhã prometido). Esta música ("Yakusoku no Ashita e") está no segundo álbum do grupo, Rooters, que foi lançado no dia 25 de fevereiro de 2015.
O primeiro DVD da banda, Root Five Tour 2013 atingiu a 7a posição da Oricon. mesmo desempenho alcançado pelo DVD Root Five Japan Tour 2014 Super Summer Days Story Matsuri side.

## Discografia

### Singles
- 2013 - Junai Delusion
- 2013 - Love Treasure
- 2014 - Kimi no Kirai

### CD Álbuns
- 2013 - Root Five

- 2014 - Summer Days
- 2015 - Rooters
- 2015 - The Best of ROOT FIVE
- 2019 - Re:paint[12]

#### DVDs
- 2013 - ROOT FIVE Tour 2013
- 2013 - Gyutto, Root 5 - ROOT FIVE OFFSHOT side
- 2013 - ROOT FIVE Music Video Collection 2011-2013 [Season I]
- 2014 - Root Five "love Treasur" Tour 2014 - Story Live Side
- 2014 - ROOT FIVE Japan Tour 2014 Supaa Summer Days Story Matsuri side

### Trilhas-Sonoras
- 2013 - Música "Next Generation" - Tema de abertura de Saint Seiya Ω
- 2014 - Música "Kimi no Mirai" - Tema do anime Fairy Tail[13]
- 2015 - Música "Saint Mythology" - Tema de abertura de Saint Seiya: Soul of Gold
- 2015 - Música "Yakusoku no Ashita e" - Tema de encerramento de Saint Seiya: Soul of Gold